# Дмитрий Буланин (издательство)
Дмитрий Буланин — санкт-петербургское научное издательство, основанное в 1992 году. Выпускает серийные издания, словари, справочники, монографии, сборники научных статей и материалы научных конференций по различным отраслям гуманитарного знания, таких как — история, лингвистика, литературоведение, фольклор, археология, искусствознание, социология, философия и пр.

## История
Издательство «Дмитрий Буланин» было основано 29 октября 1992 года. Его инициатором являлся ведущий научный сотрудник Института русской литературы («Пушкинский Дом») РАН во главе научного коллектива — Д. М. Буланин. Организатором и в дальнейшем директором издательства была его жена, бывшая тогда преподавателем русского языка на подготовительном факультете для иностранных студентов Ленинградского политехнического института им. М. И. Калинина, — Т. В. Буланина. Кроме этого она также являлась менеджером, бухгалтером, экспедитором, редактором и корректором издательства.
По замыслу учредителей издательства, оно должно было продолжить подготовку и выпуск серийных изданий ИРЛИ РАН, возможность реализации которых в издательстве «Наука» ставилась под угрозу из-за отсутствия в то время финансовой господдержки и обрушения в стране системы академического книгоиздания. По словам самого Д. М. Буланина, — «нужно признать, что издательство затевалось с одной-единственной целью — не дать пропасть плодам многолетних усилий целого коллектива».
Существовало естественное противоречие между коммерческой и научной составляющими деятельности издательства. Несмотря на гарантированную коммерческую выгоду от издания многих популярных псевдонаучных работ под маркой издательства, оно до нынешнего времени категорически отказывается от них, а принимает к публикациям только те материалы, которые отвечают строгим научным требованиям. Кроме этого издательство «Дмитрий Буланин» более ориентировано не на переиздании старой классики, а на публикацию новых трудов современных историков, чем создаёт благоприятные условия для развития науки. Главный редактор издательского центра «Петербургское востоковедение» О. И. Трофимова охарактеризовала издательство «Дмитрий Буланин» как «образцовое научное издательство, имя которого неразрывно связано с книгами и книжниками Древней Руси».
Издательством был издан ряд книг, которые имеют огромное значение для гуманитарной науки. Среди них такие как: «Энциклопедия „Слова о полку Игореве“», представляющий собой путеводитель по тексту и научной литературе, посвящённой одному из памятников древнерусской литературы — «Слово о полку Игореве»; «Словарь книжников и книжности Древней Руси» — первый энциклопедический многотомный справочник о древнерусских писателях и произведениях; «История искусств стран Западной Европы от Возрождения до начала XX века»; «Святые и святыни Русской земли» и др.
Кроме прочего, издательство продолжило выпуски таких ранее существовавших серийных изданий как: «Ежегодник Рукописного отдела Пушкинского дома», «Труды Государственного Эрмитажа», «Православный Палестинский сборник», «Вспомогательные исторические дисциплины», сборник «Древнерусское искусство», «Новгородский исторический сборник» и др.